# 山鹛
山鹛（学名：Rhopophilus pekinensis）属于雀形目鸦雀科，又名山莺、华北山莺、北京山鹛、小背串、长尾巴狼，是中国特有鸟种。

## 生态环境
山鹛是典型的山区鸟类，栖息于山中灌丛和低矮树木间，常在灌丛的基部钻来钻去，喜结成小群活动，性羞涩怕人常常不能见到他们的身影，但他们的叫声嘹亮喜对唱应和，在山中经常能够听到。

## 分布地域
山鹛是中国特有鸟种，仅在中国北方有分布，在中国西部的新疆、青海、甘肃、陕西；华北的河北、山西、河南、内蒙古、北京等省市。

## 特征
体形修长的莺类，尾尤其长，体长可达18厘米左右，上体以灰色为基色，头、颊、背、翅均为灰色中夹带纵向褐色斑纹，头部具淡色眉纹，但并不明显，眼周围有一圈幼细的亮白色羽毛，粗看起来颇似白眼珠，因而总给人以恶狠狠地蹬着眼睛的感觉，这也是民间将山鹛称为“长尾巴狼”的原因，嘴后有黑色颊纹，甚显著；自颊纹以下的喉部和整个下体均为浅色，自胸以下开始出现长而直的栗色纵纹，纵纹颜色鲜艳与腹部污白色的底色对比鲜明，这些纵纹从前到后逐渐变粗颜色变深，直到尾下覆羽全部过渡为栗色。尾羽端部污白色。山鹛 虹膜褐色，嘴角质色，脚黄褐色。山鹛的鸣声颇具特色，为极其嘹亮圆润的的“啾——；啾——”似猫叫而更嘹亮刚强，似狼嚎而更圆润悦耳。

## 食物
山鹛为典型的食虫鸟类，偶尔取食草籽等植物型食物。

## 繁殖与保护
营巢于灌丛树枝上，每窝产卵4-5枚。本物种没有列入保护动物名单，但受到栖息地破坏和非法鸟类贸易的威胁：在本物种分布的区域由于人类活动，山间植被破坏较严重，适宜本物种栖息的低矮灌丛呈减少趋势；同时本物种也是非法鸟类贸易常涉及的鸟种之一。